# 香港本土派
本土派（ほんどは）は香港人の利益を出発点として、香港の主体性と香港文化を強調する政治・経済的な派閥である。本土派は香港人の定義を「香港を擁護し、共同の核心文化、価値を守る人」と定め、それ自身がそのアイデンティティを強化し、香港と中国本土との融和と香港への中国政府による政治介入に対抗することを目指している。

## 主な本土派の政党

### 民族自決派
- 本土民主前線
- 青年新政

### 香港独立派
- 香港民族党
- 香港独立党

### 制憲派
- 普羅政治学苑（中国語版）